# Плавция Ургуланила
Плавция Ургуланила (Plautia Urgulanilla) e първата съпруга на по-късния римски император Клавдий. Те се женят през 15 г. Той се развежда с нея след девет години, заради изневяра и съмнение в убийство.
Тя има син – Клавдий Друз, който умира млад и една дъщеря, Клавдия, която се ражда пет месеца след развода ѝ и по-късно не е призната от Клавдий.
Баща ѝ е генерал Марк Плавций Силван, консул през 2 пр.н.е.. Ургуланила е кръстена на баба си Ургулания, близка приятелка на Ливия, съпругата на Август и майка на Тиберий.